# Электоральные султанаты
Электоральные султанаты — термин, применяемый к субъектам Российской Федерации, которые постоянно дают запредельно высокие результаты по явке и проценту голосов, поданных за правящую партию и кандидатов от власти. Традиционно высокие результаты в них получают кандидаты от «Единой России». Специалисты связывают это с отсутствием независимого наблюдения на местах и влиянием правящей верхушки на избирательные процессы. В электоральных султанатах вместо подсчёта голосов действует система фальсификации результата вместе с явкой, которая может превышать все разумно допустимые значения.

## Особенности
На фоне общей аполитичности султанаты демонстрируют особое электоральное поведение, процент явки и уровень поддержки «Единой России» в них может составлять невероятные 80-90 % при общероссийском уровне, не превышающем 50 %. Во время выборов обычно существует закономерность, что чем явка ниже, тем лояльнее голосует избиратель. В электоральных султанатах всё иначе: чем выше явка, тем больший процент избирателей голосует за «Единую Россию», и это говорит о фальсификациях. Происходит это потому, что избирательные комиссии в России по факту стали филиалом исполнительной власти и обеспечивают заранее поставленные ей задачи. Электоральные султанаты Северного Кавказа не только помогают выиграть выборы единороссам, но и послушно голосуют за предложенных Кремлём кандидатов на местах.
Политический географ Дмитрий Орешкин относит к электоральным султанатам регионы, результаты выборов в которых напрямую зависят от воли и интересов местной административной элиты управленцев. Критериями отнесения к особому электоральному режиму считаются неестественно высокий процент голосов, поданных против всех кандидатов (когда эта графа ещё была в бюллетенях), неестественно низкий процент испорченных бюллетеней, круглые цифры в итоговых протоколах, высокий процент проголосовавших вне своего избирательного участка и т. д..
К электоральным султанатам могут относиться:
- Республики Северного Кавказа[1][2][5][11]:
  - Адыгея[12];
  - Дагестан[10][13];
  - Ингушетия[10][13];
  - Кабардино-Балкария[13];
  - Карачаево-Черкесия[13];
  - Северная Осетия[13];
  - Чечня[14][15][10][13];
- Астраханская область[13];
- Брянская область[14];
- Башкортостан[1][2][13][6];
- Калмыкия[13][10];
- Кемеровская область[16][14][13];
- Чукотский автономный округ[13][10];
- Мордовия[1][13][10][6];
- Саратовская область[13];
- Орловская область[10];
- Тамбовская область[14][13];
- Татарстан[1][2][13][10][6];
- Тульская область[13];
- Тыва[1][2][14][13][10];
- Тюменская область[1][2][13];
- Якутия[13];
- Ямало-Ненецкий автономный округ[1][13];
- Москва[10].